# Lunar L3
Lunar L3 é o nome atribuído a um dos subprogramas da antiga União Soviética cujo objetivo era fazer pousar cosmonautas na Lua, 
e retorná-los a salvo à Terra. 
Esse subprograma, parte do programa lunar tripulado soviético, ocorreu de 1962 até 1974. Ele agrupou a maioria dos 
esforços espaciais iniciais da União Soviética, para voos tripulados interplanetários. 
Este objetivo não foi atingido, e a União Soviética acabou desistindo e jamais admitindo que tinha o objetivo de atingir a Lua. No entanto, a existência 
de um lander lunar, descoberto após o colapso da União Soviética, comprovou a existência do programa. 
Embora a União Soviética tenha desistido de levar a frente o objetivo de fazer pousar um homem na Lua, logo após o voo da Apollo 11 em 1969, o 
programa ainda ficou ativo até 1974.